# セントビンセント・グレナディーン議会
セントビンセント・グレナディーン議会（セントビンセント・グレナディーンぎかい、英語: House of Assembly of Saint Vincent and the Grenadines）は、セントビンセント・グレナディーンの立法府である。

## 概要
一院制、定数22（選出議員15、選任議員6、議長1）、任期5年。
選出議員は小選挙区制で選出される。